# Каркамо-и-Родригес, Хосе Луис
Хосе Луис Каркамо-и-Родригес (исп. José Luis Cárcamo y Rodríguez, 21 ноября 1836 года, департамент Аучапан, Сальвадор — 12 сентября 1885 года, департамент Ла-Либертад, Сальвадор) — католический прелат, третий епископ Сан-Сальвадора с 6 августа 1875 года по 12 сентября 1885 года.

## Биография
3 марта 1860 года был рукоположён в священники для служения в епархии Сан-Сальвадора.
6 марта 1871 года был назначен Римским папой Пием IX вспомогательным епископом епархии Сан-Сальвадора и титулярным епископом Арсинои Кипрской. 5 ноября 1871 года был рукоположён в епископы титулярным епископом Теоса Мариано Ортис-и-Урруэлой в соборе Сан-Сальвадора. С 1872 года ординарий епархии епископ Томас Мигель Пинеда-и-Сальданья из-за политических причин проживал на территории Никарагуа. После его кончины 6 августа 1875 года римский папа Пий IX назначил Хосе Луиса Каркамо-и-Родригеса епископом Сан-Сальвадора.
В 1880 году начал строительство нового собора в Сан-Сальвадоре, который был освящён в 1888 году.
Скончался 12 сентября 1885 года.